# Maurício Copertino
Maurício Copertino (Santos, 6 aprile 1970) è un allenatore di calcio ed ex calciatore brasiliano, di ruolo difensore, vice allenatore del Ferroviário-CE.

## Carriera

### Giocatore
Ha giocato in Brasile, in Grecia ed in Cina.

### Allenatore
Ha allenato il Serrano nelle serie minori brasiliane ed il Botafogo-SP (ad interim); è poi stato vice di numerosi club brasiliani e della nazionale Under-20 brasiliana; per un anno è stato vice dell'Al-Ain in Arabia Saudita e per due anni è stato vice del Tianjin Quanjian, nella seconda divisione cinese. In seguito si è trasferito in Cina, dove ha allenato nella seconda divisione locale.